# Nivel de plomo en sangre
El Nivel de plomo en la sangre (BLL), es una medida de plomo en el cuerpo. Este es medido en microgramos de plomo por decilitro de sangre (μg/dL); 10 μg/dL es equivalente a 0,48 micromoles por litro (480*10-6 Mol/L).
El Centro para el Control y Prevención de Enfermedades (CDC) establece que un BLL de 10 μg/dL o más es un motivo de preocupación. Sin embargo, el plomo puede afectar el desarrollo, incluso en BLLs por debajo de 10 μg/dL.
En Australia, el nivel aceptable de plomo en la sangre se redujo de 25 μg/dL a 10 μg /dL en 1992. En 1993 el Consejo Nacional de Salud y el Consejo de Investigaciones Médicas (MRC y NH), establece un objetivo nacional para el año 1998 para todos los australianos a tener un BLL menos de 15 μg/dL (excepto cuando se trabaja con plomo), y las estrategias se pusieron en marcha el cual el 90% de los niños en edad preescolar se han BLL debajo de 15 μg/dL.

## Riesgos asociados
Las venas y arterias varían de tamaño de un paciente otro y de un lado del cuerpo a otro, razón por la cual obtener una muestra de sangre de algunas personas puede resultar más difícil que de otras.
Otros riesgos asociados con la extracción de sangre son leves, pero pueden ser:
- Sangrado excesivo
- Desmayo o sensación de mareo
- Hematoma (acumulación de sangre debajo de la piel)
- Infección (un riesgo leve siempre que se presenta ruptura de la piel).
- fuertes dolores de cabeza